# 喜蔵塚古墳
喜蔵塚古墳（きぞうづかこふん）は、群馬県藤岡市白石にある古墳。形状は円墳（または方墳）。藤岡市指定史跡に指定されている。
本項では、喜蔵塚古墳の西南西にある境塚古墳についても解説する。

## 概要
群馬県南部、鏑川南岸・鮎川西岸の白石台地南端付近の斜面地に築造された古墳である。古墳名はかつての所有者名に由来する。西南西には境塚古墳が所在するが、それ以外の古墳の群集は認められていない。古くから開口し、戦時中は平井村役場の重要書類庫として利用されていたほか、発掘調査は実施されていない。
墳形は円形（または方形）で、南北約25メートル・東西約23メートル・高さ約4メートルを測る。葺石・周溝は明らかでなく、墳丘外表で埴輪は認められない。埋葬施設は両袖式の横穴式石室で、南方向に開口する。截石切組積みによって構築された整美な石室である。石室内の副葬品は明らかでない。築造時期は古墳時代終末期の7世紀末（7世紀代/7世紀後半）頃と推定される。
古墳域は1968年（昭和43年）に藤岡市指定史跡に指定されている。

## 埋葬施設

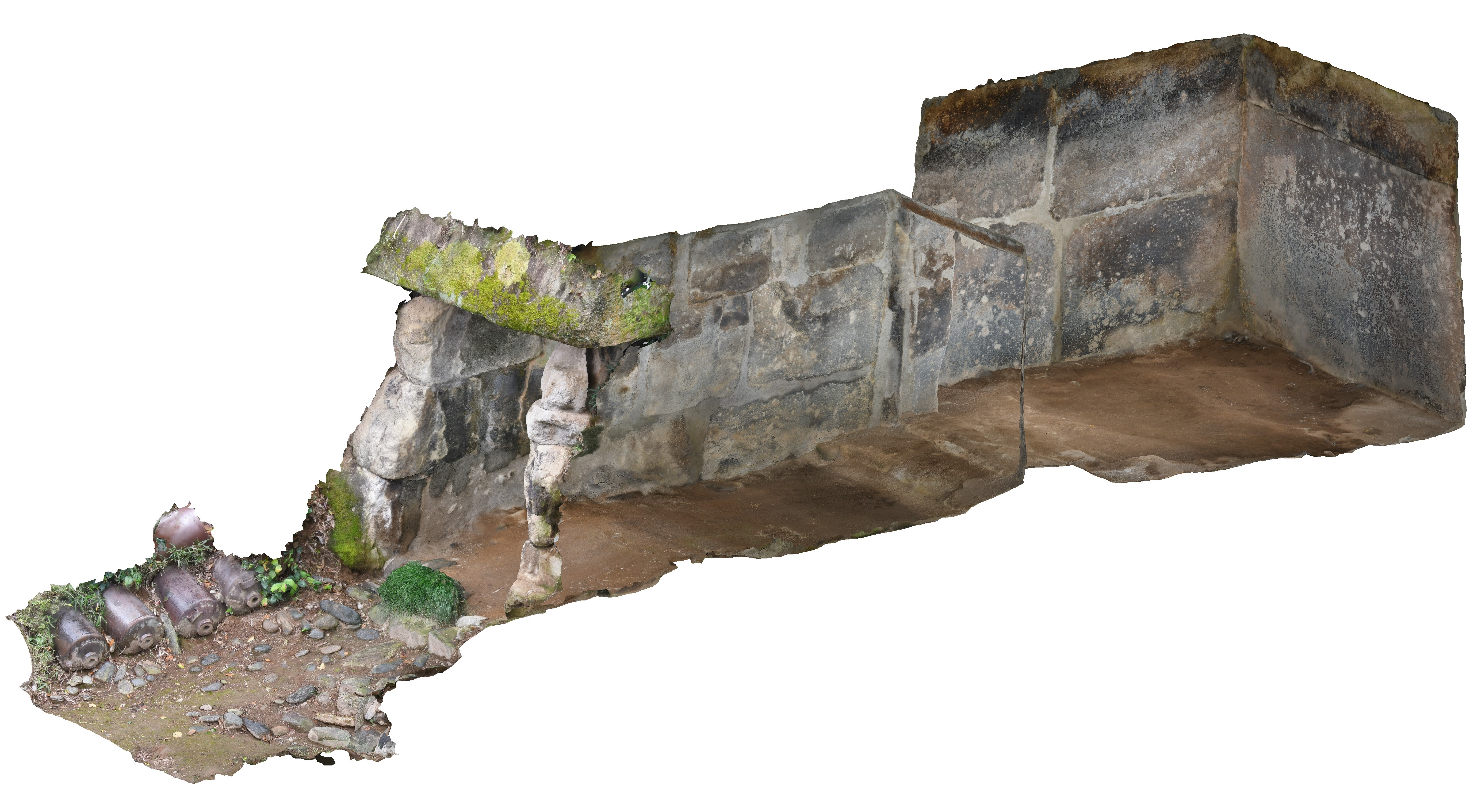
石室俯瞰図

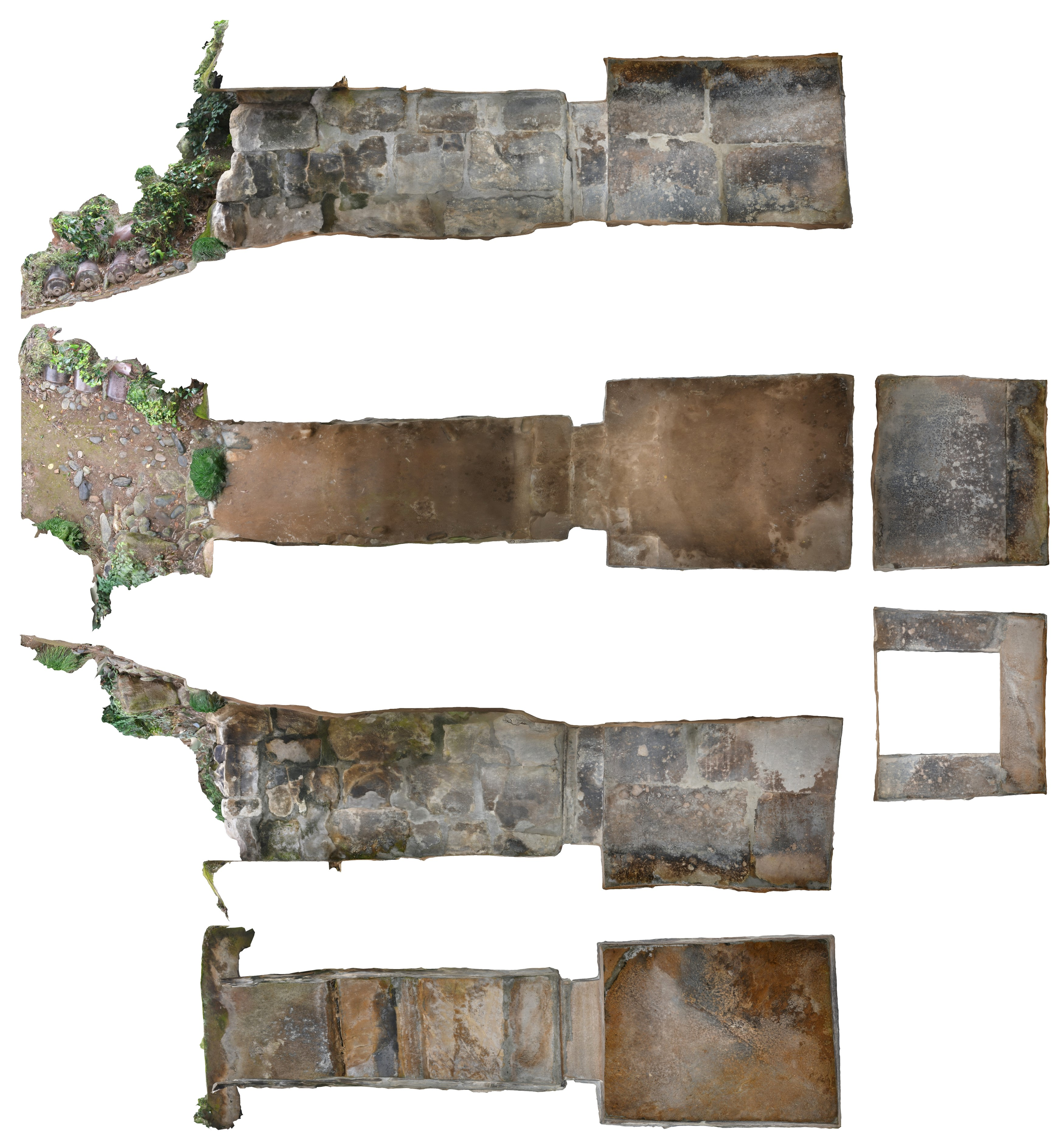
石室展開図

石室俯瞰図
石室展開図
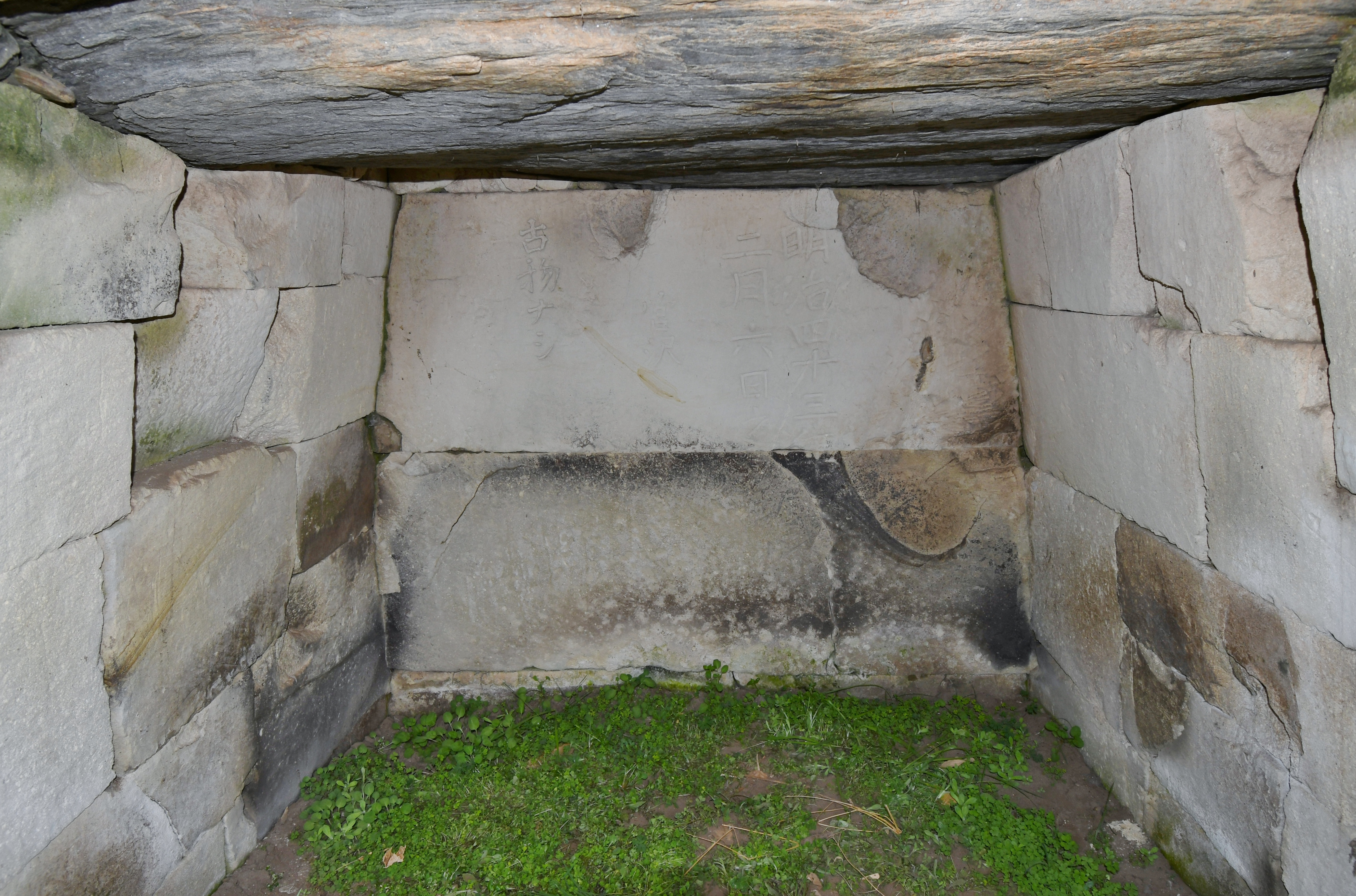
石室内部
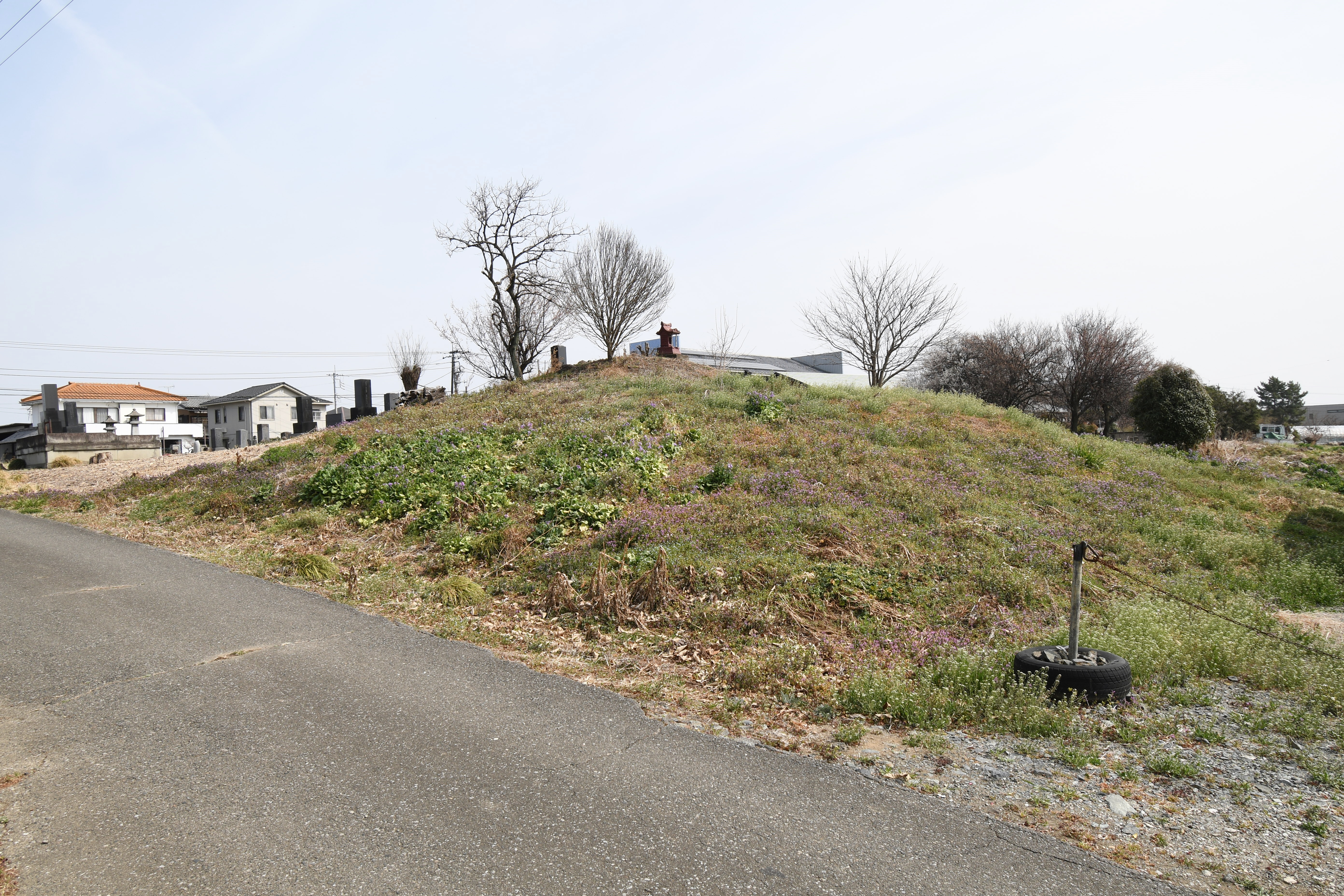
墳丘

埋葬施設としては両袖式横穴式石室が構築されており、南方向に開口する。石室の規模は次の通り。
- 石室全長：7.04メートル
- 玄室：長さ2.60メートル、幅2.00-2.10メートル（奥壁）、高さ1.85メートル（奥壁）
- 羨道：長さ4.30-4.41メートル、幅1.30-1.35メートル、高さ1.55-1.60メートル

石室の石材は凝灰岩の切石で、截石切組積みによって構築される。玄室は奥壁・両側壁とも2段積みでほぼ垂直に立ち上がるが、奥壁では巨石1石の上に小石1石を積むのに対して、側壁では同等の大きさの大石4石を積む。石室の壁面は平滑であり、石材の目地には漆喰の塗布が認められる（ただし後世にその上にモルタルが塗布されている）。羨道の石材は小ぶりであり、概ね3段で互目積み様の切組積みで垂直に立ち上がる。また玄室・羨道の間では袖石・冠石・梱石が張り出して玄門を形成する。天井石は、玄室では1石、羨道では5石で、いずれも牛伏砂岩の巨石である。

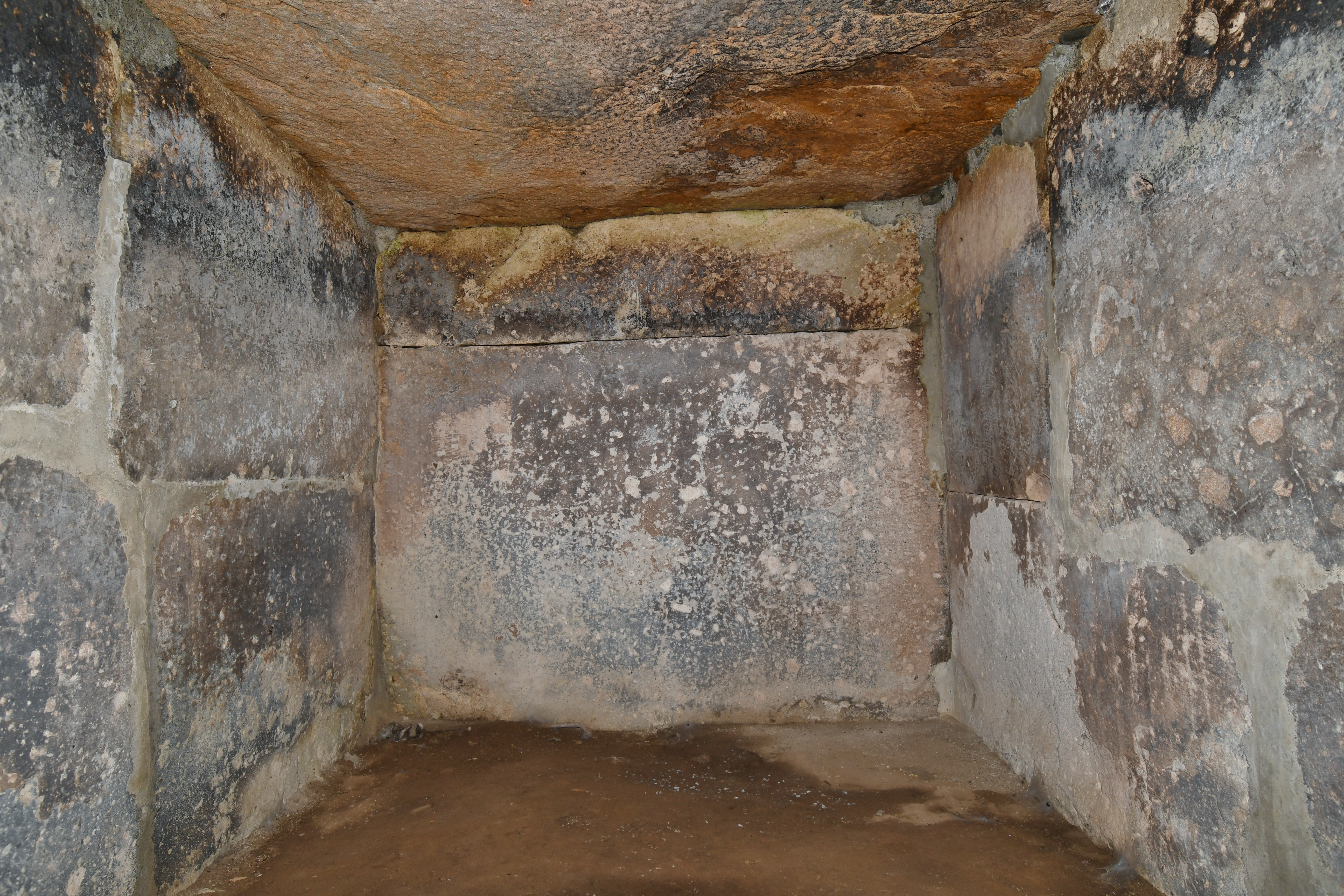
玄室（奥壁方向）
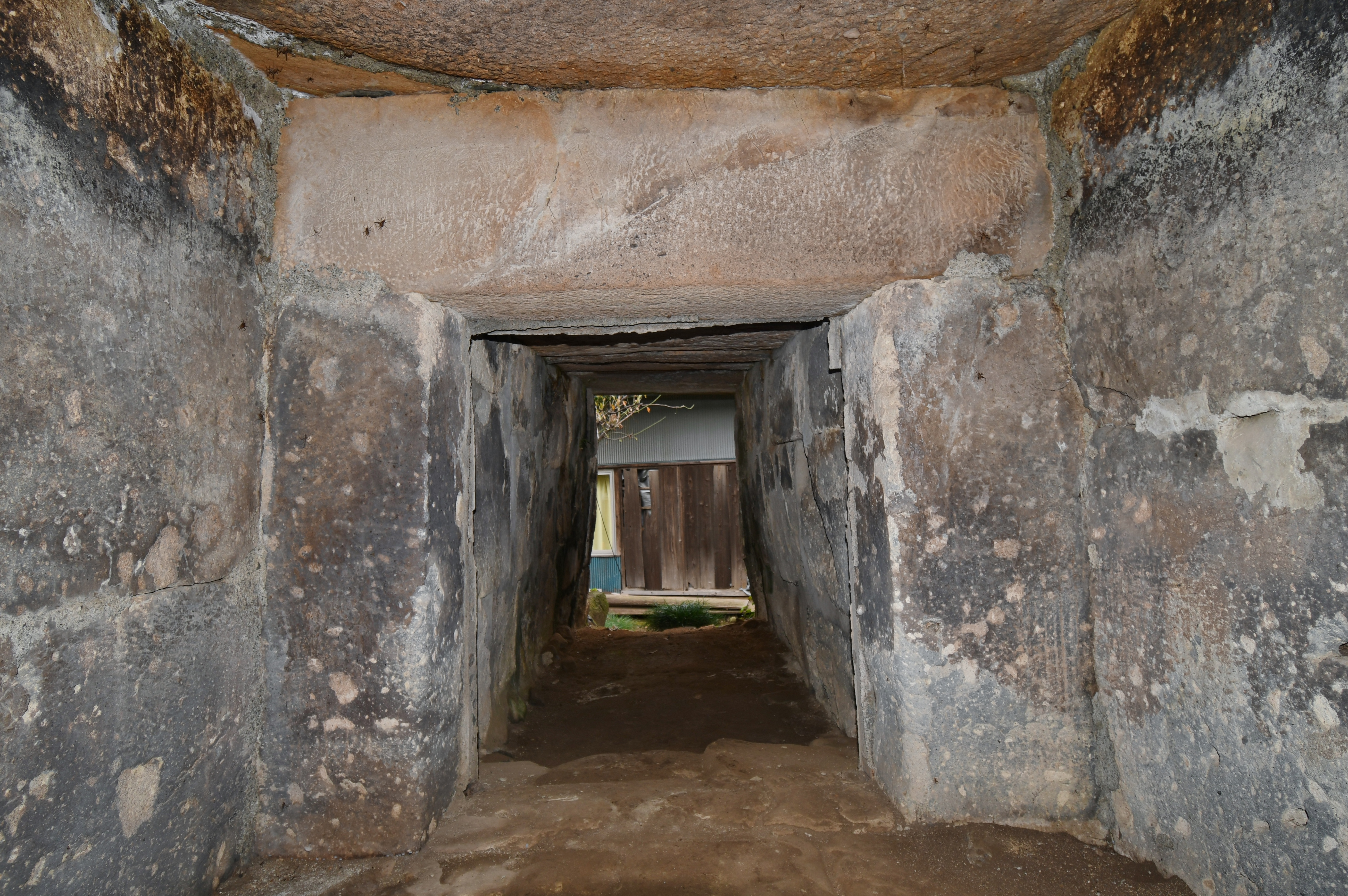
玄室（羨道方向）
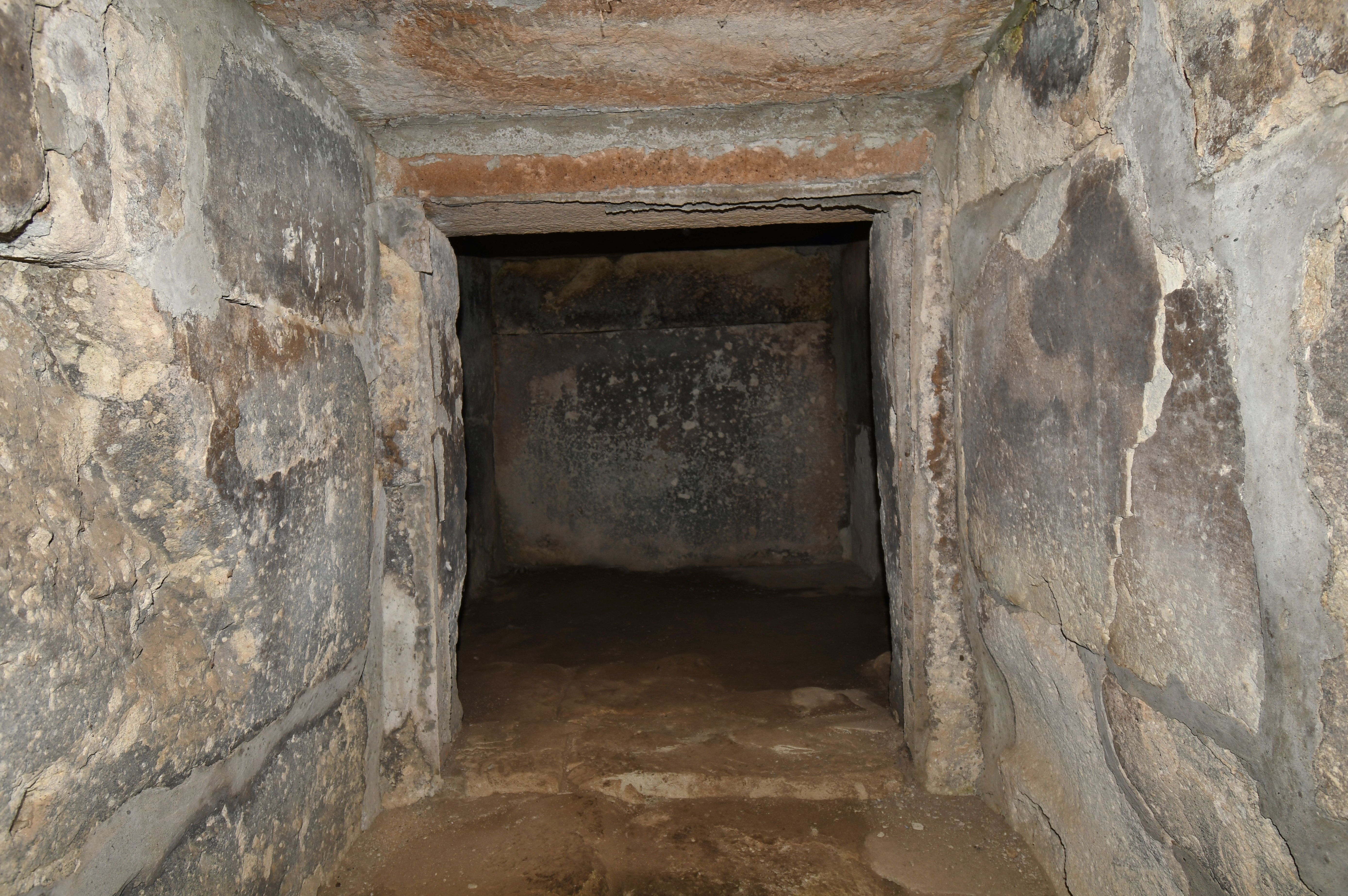
玄門（玄室方向）
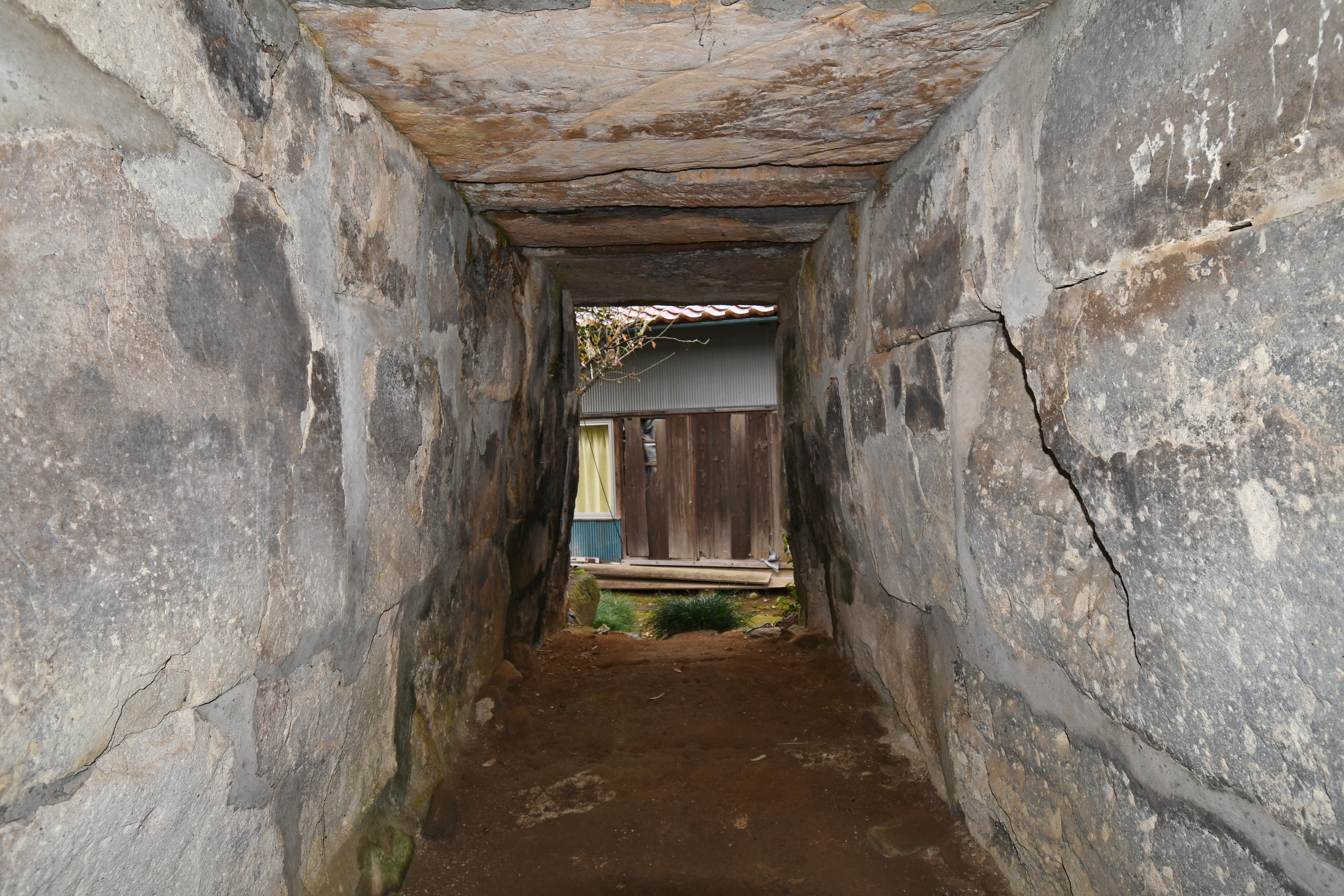
羨道（開口部方向）
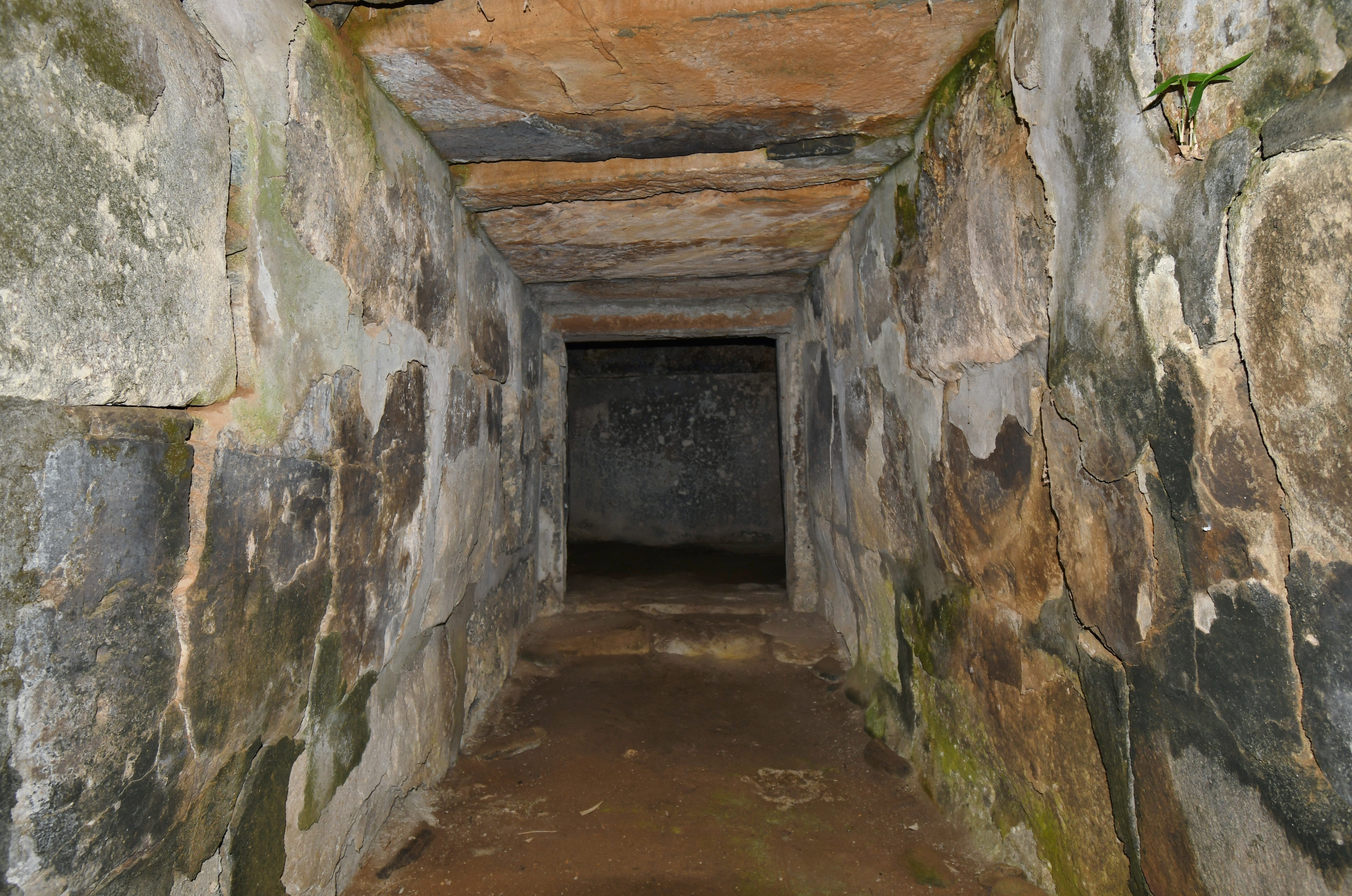
羨道（玄室方向）
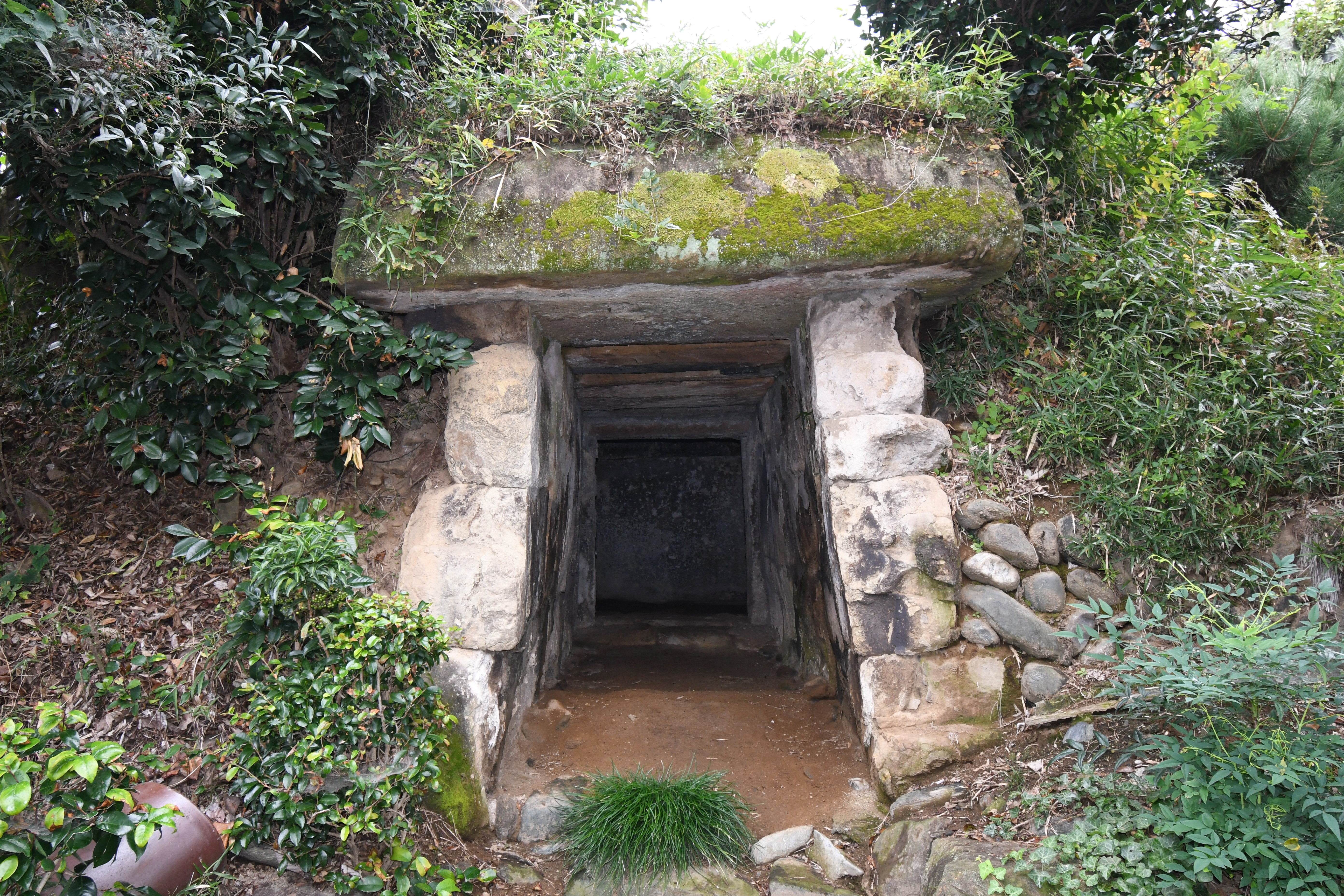
開口部
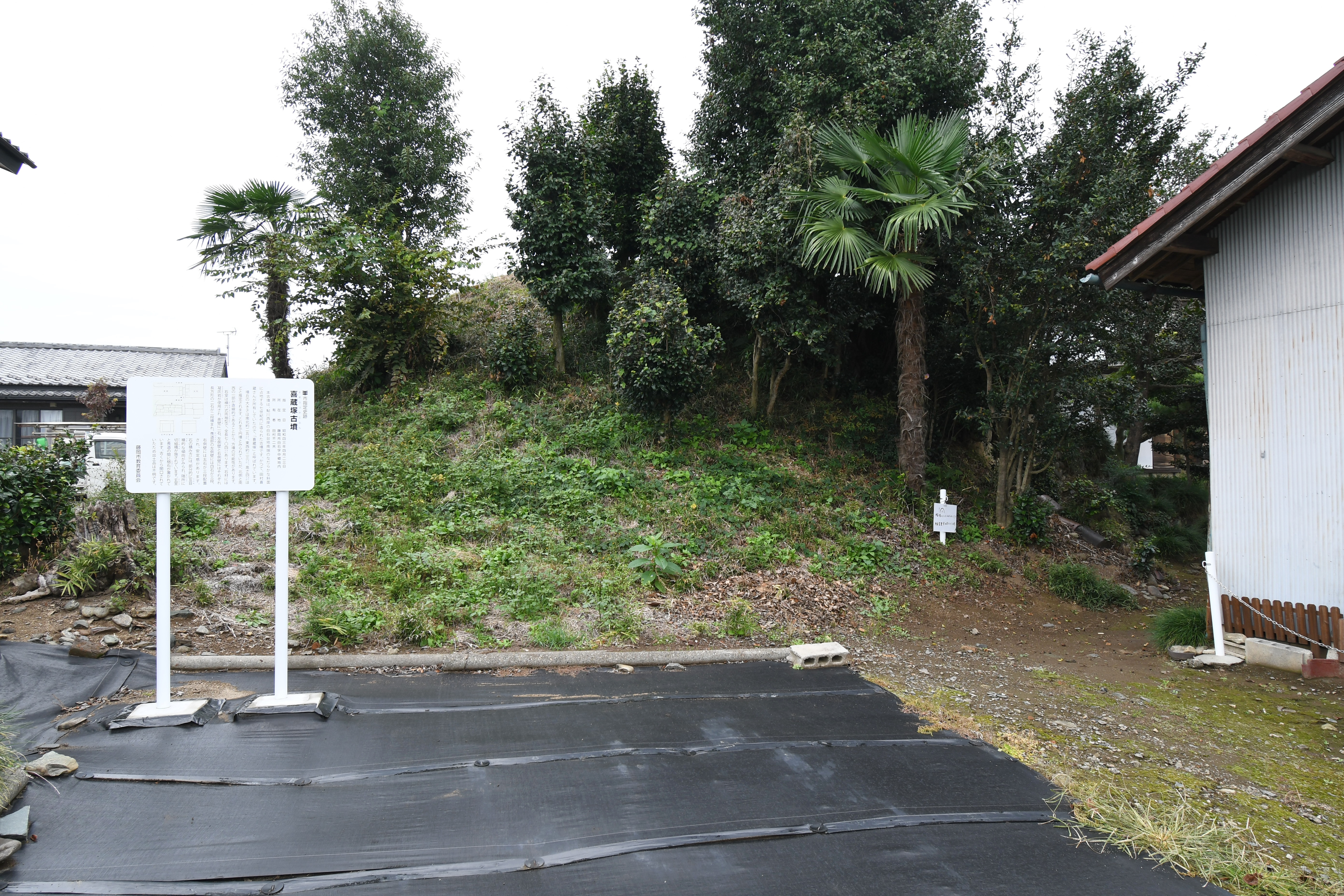
墳丘

## 境塚古墳
境塚古墳（さかいづかこふん、八幡塚古墳）は、群馬県藤岡市白石にある古墳。形状は円墳。史跡指定はされていない。

### 概要
喜蔵塚古墳から西南西500メートル離れた斜面地に山寄せで築造された古墳である。天井石が抜き取られて開口するほか、発掘調査は実施されていない。
墳形は円形で、現状では直径23メートル・高さ3.5メートルを測る。墳丘外表には河原石が散在し葺石の存在が推定されるが、埴輪は認められない。埋葬施設は横穴式石室で、南方向に開口する。截石切組積みによって構築された整美な石室である。石室内の副葬品は明らかでない。築造時期は古墳時代終末期の7世紀後半頃と推定され、喜蔵塚古墳に先行する時期に想定される。

### 埋葬施設
埋葬施設としては横穴式石室が構築されており、南方向に開口する。現在は玄室の一部が露出するのみであり、長さ2.15メートル・幅1.95メートル（奥）・高さ2.1メートルを測る。
玄室の手前天井石は抜き取られて橋材に利用されたとされ、現在は玄室奥部のみが確認できる。玄室の手前は埋没しているため明らかでないが、羨道が存在したとみられる。石室の石材は凝灰岩の切石で、截石切組積みによって精巧に構築される。玄室の奥壁では巨石3石をやや内傾して積み上げ、側壁は5-6段の通目積み・互目積み様の切組積みで、高さ1メートルまでは垂直でその上は内傾する。天井石は2石が遺存し、いずれも片岩である。
石室各部の数値は30センチメートルの倍数であることから、石室の構築にあたっては唐尺の使用が推測される。
- 石室俯瞰図
- 石室展開図
- 石室内部
- 墳丘

## 文化財

### 藤岡市指定文化財
- 史跡
  - 喜蔵塚古墳 - 1968年（昭和43年）4月23日指定[4][3]。